# Церемонійні Фудзівара
Церемонійні Фудзівара або Сікіке (яп. 藤原式家 або яп. 式家) — аристократичний рід середньовічної Японії, одна з гілок клану Фудзівара. Найбільшого впливу досяг у 1-й половині IX століття.

## Історія
Засновником роду став третій син Фудзівара но Фухіто — Фудзівара но Умакаі. Напочатку 720-х років обіймав посаду Міністра церемоній, звідси походить назва роду Церемонійних Фудзівара. Спільно зі своїми 3 братами, що стали засновниками родів Південні Фудзівара, Північні Фудзівара і Столичні Фудзівара успішно боровся проти так званої імператорської партії в Дайдзьокані (Вищій державній раді). У 729 році вони досягли перемоги, але смерть братів у 737 році внаслідок масштабної епідемії віспи завдало удару Фудзівара. Після смерті Умакаі, його нащадки вступили у боротьбу за владу з імператорською партією.
Старший син Умакаі — Фудзівара но Хіроцугу — став першою жертвою послаблення усього клану Фудзівара. До влади в дайдзьокані прийшли їх вороги, в результаті чого Хіроцугу опинився у фактичному засланні. У 740 році він повстав на о. Кюсю, але зазнав поразки й загинув. Це на деякий час послабило рід Церемонійних Фудзівара. Лише наприкінці життя у 777 році брат Хіроцугу — Йосіцугу досяг міністерської посади (у 777 році).
З кінця VIIIстоліття відбувається відновлення позицій роду. Фудзівара но Цанецуґу у 784—785 роках керував зведення нової столиці Наґаока-кьо.Втім найбільшої потуги Церемонійні Фудзівара досягли за часи Фудзівара но Оцуґу, який протягом 820—840-х років керував Дайдзьоканом й визначав політику усієї держави. після його смерті Церемонійні Фудзівара поступилися впливом Північним Фудзівара.

## Визначні представники
- Фудзівара но Умакаі, засновник роду
- Фудзівара но Хіроцугу, заколотник
- Фудзівара но Момокава, голова Палати освіти і науки
- Фудзівара но Тамаро, Лівий міністр
- Фудзівара но Отомуро, імператриця, дружина імператора Камму
- Фудзівара но Оцуґу, Лівий міністр, вчений
- Фудзівара но Сукейо, вчений
- Фудзівара но Тадабумі, сьоґун
- Фудзівара но Накафумі, поет, один з «36 видатних поетів Японії»